# Brian Gardner
Brian Gardner é um técnico em masterização estadunidense. Conhecido como "Big Bass", é renomado no mundo do hip-hop, mesmo que já tenha trabalhado com uma gama diversa de artistas de diferentes gêneros musicais.

## Carreira
A história de Brian Gardner no mundo musical começou cedo, já procurando emprego na indústria fonográfica com 12 anos (ainda que sendo jovem demais para conseguir um). Um de seus hobbies quando jovem era equalizar músicas em casa. Eventualmente, ele conseguiu um emprego na Century Records, onde eram gravados discos para escolas e para as Forças Armadas, processo este que ele aprendeu apenas observando.
Nessa época, após diversas gravações para a banda Creedence Clearwater Revival, em uma delas havia uma suspeita de que a resposta de frequência do som estivesse errada. Então, Gardner ultrapassou seus limites (já que não lhe era permitido equalizar uma canção ou mexer nos botões) e mexeu na música, mudando totalmente a canção e gerando uma resposta positiva da banda.
A partir daí, começou sua carreira profissional no meio com um trabalho na RCA Records, como masterizador e segundo engenheiro de som. Trabalhou com Harry Nillson, the Guess Who, Jefferson Airplane, entre outros.
Após alguns anos trabalhando na RCA, Creedence Clearwater o fez uma proposta de trabalho, assim o retirando da RCA e o levando para o Fantasy Studios, um estúdio que a própria banda havia criado.
Depois de quatro anos de trabalho no local, mudou-se para o Allen Zentz Mastering, onde gravou basicamente álbuns de disco music, inclusive todos os discos da época de Donna Summer, Village People, George Clinton e até mesmo os primeiros discos do Jackson 5.
Muito requisitado, já trabalhou com diversos estilos e artistas diferentes, tendo um reconhecimento maior por seus trabalhos com hip hop e rap, recebendo seu apelido "Big Bass" de um de seus maiores colaboradores, Dr. Dre.

## Trabalhos
Créditos compilados do banco de dados da All Music Guide.

### Como masterizador

#### Artistas
- Janet Jackson - Dream Street (1984), Together Again (1997), Velvet Rope (1997), Go Deep (1998), All For You (2001)
- Eminem - The Slim Shady (1999), Stan (2001), The Marshall Mathers (2002), The Eminem Show (2002), International Singles (2003)
- En Vogue - Funky Divas (1992)
- Donna Summer - Bad Girls (1979)
- Smash Mouth - Fush Yu Mang (1997), Astro Lounge (1999), Smash Mouth (2001), Get the Picture? (2003), You're My Number One (2003)
- Blink-182 - Enema Of The State (1999), The Mark, Tom, and Travis Show: The Enema Strikes Back (2000), Take Off Your Pants and Jacket (2001), Blink-182 (2003)
- The Dandy Warhols - Welcome to the Monkey House (2003)
- Outkast - Jazzy Belle (Remix) (1997), Aquemini (1998), Speakerboxxx/The Love Below (2003)
- Elton John - Victim Of Love (1979)
- Queens of the Stone Age - Songs For The Deaf (2002), Lullabies to Paralyze (2005)
- Taking Back Sunday - Louder Now (2003)
- Nine Inch Nails - Year Zero (2007)
- Eros Ramazzotti - En Todos Los Sentidos (1990), Eros Ramazzotti (1991), In Ogni Senso (1991), Eros in Concert (1992)
- Kiss - The Killers (1982)
- Billy Idol - Billy Idol (1982), Devil's Playground (2005)
- 50 Cent - Get Rich or Die Tryin' (DVD Bônus) (2003)
- George Duke - Brazilian Love Affair (1979), Master of the Game (1979), Guardian of the Light (1983),  Dream On (1982), Is Love Enough (1997)
- Sparks - Angst In My Pants (1982)
- Funkadelic - Uncle Jam Wants You (1979), Electric Spanking of War Babies (1981), Complete Recordings 1976-81 (2000)
- Giorgio Moroder - Cat People (1982)
- David Hayes - Sunbathing in Leningrad (1975)
- Captain & Tenille - Come in from the Rain (1977)
- Tupac - All Eyez on Me
- Fastball - All the Pain Money Can Buy (1998), Harsh Light of Day (2000)
- Yellow#5 - Demon Crossing (2005)
- Stanley Clarke - I Wanna Play for You (1977)
- Rufus & Chaka Khan - Street Player (1978)
- Alexander O'Neal - Alexander O'Neal (1985), Hearsay (1986)
- Pitty - Anacrônico (2006), Chiaroscuro (2009)
- Strike - Desvio de Conduta (2007)
- Seu Cuca - Água-Viva (2011)
- Seu Cuca - Mente Aberta (2014)

#### Trilhas sonoras
- Top Gun (1986)
- Over The Top (1987)
- Stealing Home (1988)
- Escola de Rock (2003)
- Tupac: Resurrection (2003)
- Beethoven (filme) (1992)
- Mo' Money (1992)
- Trespass (1992)
- Wayne's World (1992)
- Até as Últimas Conseqüências (1996)
- Thin Line Between Love and Hate (1996)
- God Money (1997)
- Rhyme & Reason (1997)
- Belly (1998)
- Bulworth (1998)
- Caught Up (1998)
- How Stella Got Her Groove Back (1998)
- Players Club (1998)
- Rugrats: The Movie (1998)
- Até que a Fuga os Separe (1999)
- Mystery Men (1999)
- Next Friday (1999)
- Office Space (1999)
- P.J.'s (1999)
- Thicker Than Water (1999)
- A Nova Onda do Imperador (2000)
- Malcolm in the Middle (2000)
- Eu, eu mesmo e Irene (2000)
- Mission Impossible 2 (2000)
- Price of Glory (2000)
- Snow Day (2000)
- Ali (2001)
- Brothers[qual?] (2001)
- Training Day (2001)
- Wash (2001)
- 8 Mile (2002)
- All About the Benjamins (2002)
- Blade II (2002)
- Dysfunktional Family (2003)
- O Espanta Tubarões (2004)
- Friday (10th Anniversary Edition) (2005)
- Tideland (2006)

## Como engenheiro de som

### Trilhas sonoras
- Mo' Money (1992)
- Fritz The Cat/Heavy Traffic (1996)